# Камиллери, Тесси
Тесси Камиллери (мальт. Tessie Camilleri; 6 января 1901 — 2 октября 1930) — первая женщина-выпускница Мальтийского университета.

## Биография
Тесси Камиллери родилась в хорошо образованной семье из Слимы. Одна из её тетушек была инспектором школ, а трое других управляли частной школой в Валлетте. Камиллери поступила в Мальтийский университет в октябре 1919 года, пройдя курсы английской литературы, философии и латинской литературы. Она окончила его 2 мая 1922 года. Позже она вышла замуж за Эдгара Стейнса Оби, администратора Мальтийского университета (секретаря Университетского совета), с которым у неё было четверо детей. Она умерла в возрасте 29 лет 2 октября 1930 года.
2 мая 1922 года издание «Дейли Мальта Кроникл» сообщило о её выпуске из университета, заявив: «Мисс Камиллери очень отличилась в литературе, обнаружив интеллектуальные способности и достижения не самого низкого порядка, и мы сердечно поздравляем её с заслуженным успехом, который принес ей честь быть первой леди-выпускницей Мальтийского университета.» В 2007 году Мальтийский университет назвал одну из своих дорожек Vjal Tessie Camilleri в честь её имени.